# Гарнье, Лоран
Лоран Гарнье (фр. Laurent Garnier; род. 1 февраля 1966, Булонь-Бийанкур; также известный как Choice) — французский техно-музыкант, продюсер и диджей, соучредитель лейбла F-Communications, радиоведущий.

## Биография
В 1984 году Гарнье начал работать официантом во французском посольстве в Лондоне. Он начал играть с DJ Nelson aka DJ Stan во французском клубе, а затем в 1986 году переехал в Манчестер. В 1987 году он начал сводить музыку в клубе Haçienda в Манчестере, под псевдонимом DJ Pedro. В 1988 году ему пришлось вернуться во Францию, чтобы завершить свою военную службу. В этот же период он посещает Нью-Йорк, где знакомится с музыкальным продюсером Фрэнки Наклзом.
Вернувшись в начале 1990-х во Францию, он продолжает реализовываться в сфере рейва и диджеинга, вместе с этим начинает руководить популярным парижским клубом Wake Up Club, а также делает первые шаги в записи собственной музыки. Для лейбла FNAC Гарнье выпустил трек «French Connection» и сборник «A Bout de Souffle». После банкротства лейбла, он создал свой лейбл F Communications вместе с Эриком Морандом (другом, который также работал на Fnac). Его первый альбом «Shot in the Dark» был выпущен в 1995 году. Второй альбом под названием «30», вышел в 1997 году и включал в себя один из самых продаваемых синглов Гарнье «Crispy Bacon». В 1998 году была выпущена ретроспектива «Early Works». Последующие годы Гарнье активно гастролировал по миру в качестве диджея. В конце 1990-х годов Гарнье вернулся к написанию музыки. Альбом «Unreasonable Behavior» был выпущен в начале 2000 года, в него вошла одна из самых известных его песен «The Man with the Red Face».
В 2006 году на F-Communications выходит подборка лучших собственных работ, ремиксов и ранее нигде не публиковавшихся композиций артиста под названием «Retrospective».
В 2007 году выходит компакт-диск с фрагментами живых совместных выступлений Гарнье с Вессельтофтом, Филиппом Надо и Бенджаменом Риппертом «Public Outburst». Диск включает в себя 7 треков (два из которых — «63» и «The Battle» — ранее нигде не издавались) и два видео-фрагмента на отдельном компакт-диске.
Гарнье популяризирует электронную музыку широкой аудитории, он был первым электронным музыкантом, сыгравшим в 2010 году в концертном зале классической музыки Salle Pleyel в Париже, также он сочинил музыку к балету «Suivront mille ans de calme» французского хореографа Анжелена Прельжокажа.
Написал книгу «Electrochoc» в соавторстве с Давидом Бреном-Ламбером (2003, Flammarion; второе, дополненное и расширенное, издание книги вышло в 2013 в издательстве Flammarion). Книга переведена на многие языки, в том числе в 2005 году книга была издана в русском переводе. В ноябре 2014 года в издательстве «Белое яблоко» вышло новое, дополненное издание книги на русском языке под названием «Электрошок, полное издание 1987—2013».

### Лоран Гарнье в России
Лоран Гарнье впервые приехал в Россию и выступил в Москве на мероприятии «Mobile» в 1993 году, второй раз он посетил Москву в июне 2001 года, отыграв в клубе «Город». В конце октября 2005 года Гарнье снова посетил Москву, где во Французском культурном центре провёл презентацию российского издания своей книги «Электрошок», отыграл шестичасовой микс в клубе «Город» и сет на вечеринке по поводу Хеллоуина в клубе «De la Guarda». Очередной приезд диджея был приурочен к мероприятию «FortDance», которое прошло в Москве 17 июля 2009 года. Лоран и его команда провели полуторачасовое живое выступление в клубе «Gaudi», где отыграли как композиции из самого последнего альбома «Tales of a Kleptomaniac», так и старые композиции, такие как «Crispy Bacon» и «Man With The Red Face». 4 сентября 2010 года приезжал в Россию и выступал на Лубянской площади в Москве во время празднования дня города под эгидой «Года Франции в России / Года России во Франции». 18 августа 2012 Лоран Гарнье, в рамках своего шоу LBS (Live Booth Session) выступил в московском клубе «Крыша мира».

## Дискография

### Студийные альбомы
- Shot In The Dark (1994, F-Communications)
- 30 (1997, F-Communications)
- Early Works (compilation) (1998), Arcade
- Unreasonable Behaviour (2000, F-Communications)
- The Cloud Making Machine (2005, F-Communications)
- Retrospective 1994—2006 (compilation) (2006, F-Communications/PIAS (вместе с Хаконом Корнстадом))
- Public Outburst (live album) (2007, F-Communications)
- Tales Of A Kleptomaniac (2009, PIAS Recordings)
- La Home box (2015), F-Communications[8]

### Синглы
На лейбле FNAC Music Dance Division
- «French Connection» (with Mix Master Doody) — 'as French Connection' (1991)
- Stronger By Design EP (1992)
- «Join Hands» (remixes) — (1992)
- Paris EP — 1993 — as 'Choice' (также и на Fragile Records)
- A Bout de Souffle EP — (1993) (также и на Warp Records)
- «For House Music Lovers» — 1993
- «Lost in Alaska» — 'as Alaska' — 1993
- Planet House EP — 1993

На лейбле F Communications
- Dune (with Pascal Feos) — Alliance EP — 1994
- «Astral Dreams» — 1994
- Alaska — Deuxième EP — 1995
- Club Traxx EP — 1995
- «The Hoe» — 1996
- «Crispy Bacon Part 1» — 1997 — UK № 60
- «Crispy Bacon Part 2» — 1997
- «Flashback» — 1997
- «Coloured City» — 1998
- Club Traxx EP Vol 2 — 1998
- «The Sound of the Big Babou» — 1999
- «The Man with the Red Face» — 2000 — UK № 65
- «Greed» / «The Man with the Red Face» — 2000 — UK № 36
- «Sambou» — 2002
- «Returning Back to Sirius» — 'as Alaska' — 2003
- Marl Chingus (with Ludovic Llorca) — «6 Months Earlier» — 2004
- «The Cloud Making Machine» (reworks vol 1 & 2) — 2005

На лейбле Innervisions
- Back to My Roots EP — 2008

На лейбле [PIAS] Recordings
- Gnanmankoudji — 2009
- Pay TV — 2009
- Gnanmankoudji Remixes — 2010

На лейбле Ed Banger records
- «Timeless EP» − 2012